# Circuito di Rockingham

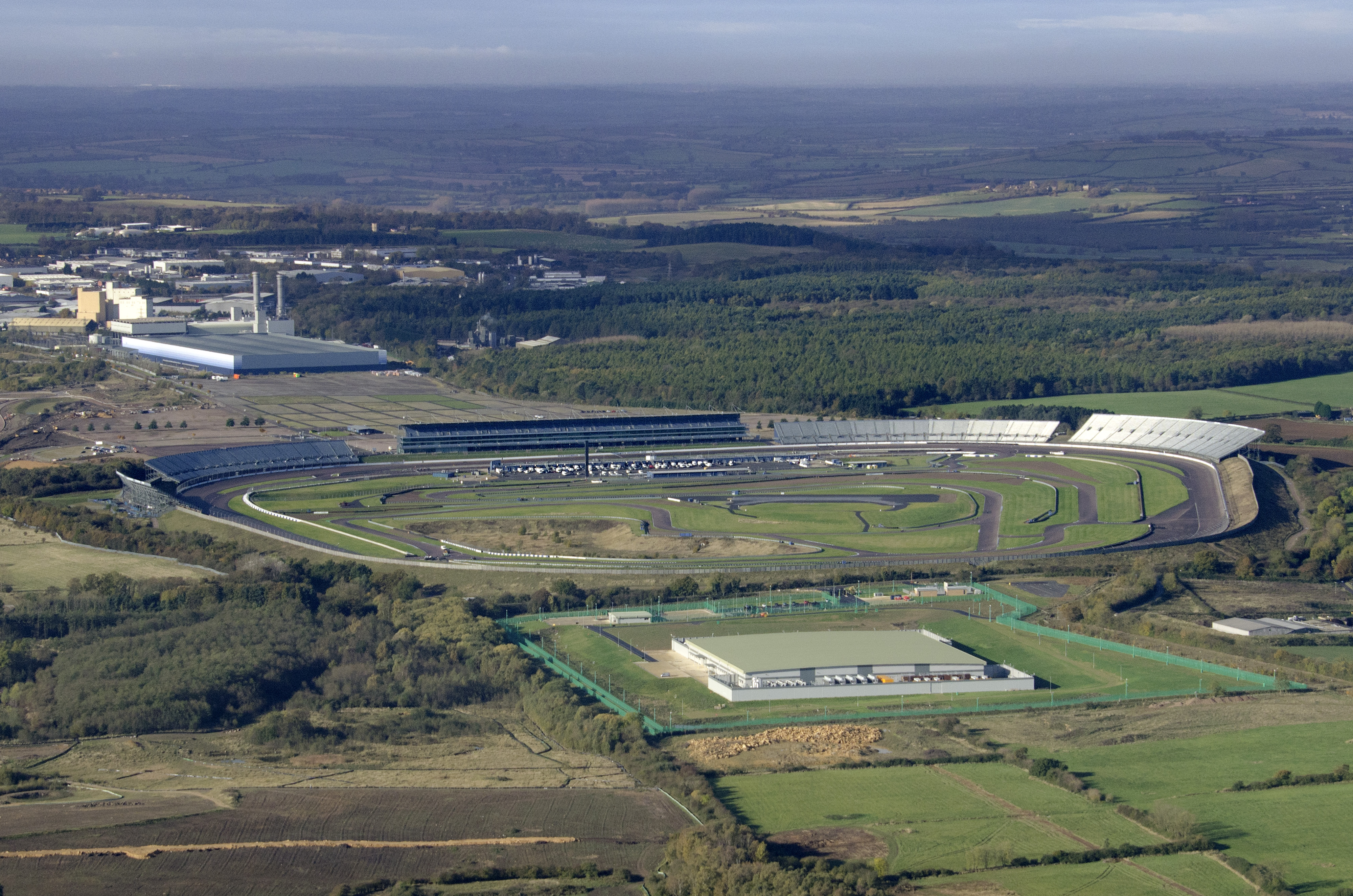
Vista aerea della pista

Il circuito di Rockingham o Rockingham Motor Speedway è un circuito adibito per gli sport motoristici situato nel Regno Unito, che ospita giornate di track day, corsi di guida sicura, formazione dei conducenti, conferenze e mostre, eventi di esposizione di veicoli, e principalmente corse automobilistiche. 
È stato il primo ovale costruito in Inghilterra dopo la chiusura del circuito Brooklands nel 1939.

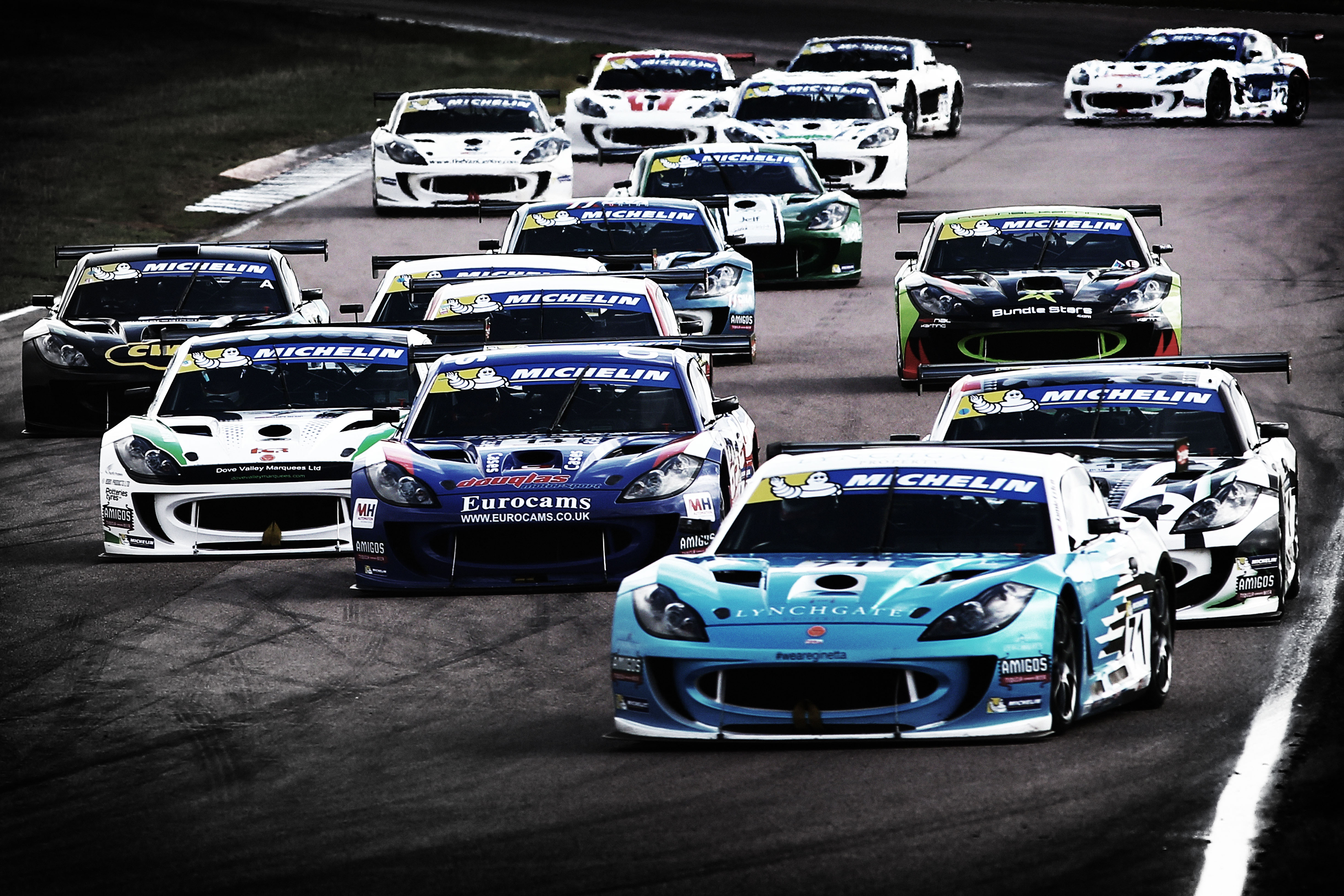
La pista durante una fase di gara

È situato nel Northamptonshire. Qui si disputavano le gare dei campionati CART, BTCC, British Superbike, F3 britannica, Pickup Truck Racing e British GT Championship.